# Pseudonapomyza rungiae
Pseudonapomyza rungiae är en tvåvingeart som först beskrevs av Singh och Ipe 1968.  Pseudonapomyza rungiae ingår i släktet Pseudonapomyza och familjen minerarflugor. Inga underarter finns listade i Catalogue of Life.